# Mathieu Belie
Mathieu Belie (Toulouse, 28 de febrero de 1988) es un jugador francés de rugby de ascendencia española que se desempeña como apertura en el club Saint-Jean-de-Luz Olympique de Nationale 2. 

## Carrera
En sus primeros años de carrera profesional es considerado como uno de los jugadores más prometedores de su generación en su posición de apertura. Tanto es así que su entrenador Michel Marfaing llegó a manifestar que sería el número 10 del Stade Toulousain.
Belie, se inicia en el rugby en las categorías inferiores del Tournefeuille donde pasó siete años, y del Colomiers. Fue a la edad de 16 años, cuando llega al Stade Toulousain para formar parte de su cantera. El 22 de marzo de 2008, hace su debut oficial en la máxima categoría del rugby francés en un partido que enfrenta al Stade Toulousain contra el Stade Français, entrando desde el banquillo para jugar los últimos 20 minutos. Esa misma temporada lograría jugar dos partidos más como titular, contribuyendo así a la conquista del título de esa temporada. Durante la temporada 2008-2009, que es utilizado por Guy Novès como el tercer apertura del equipo detrás de David Skrela y Frédéric Michalak . En 2009, con diez partidos de liga en su haber esta temporada, firmó su primer contrato profesional con el Stade Toulousain durante tres temporadas.
Para conseguir jugar más minutos, fue cedido al Union Sportive Montauban, pero este equipo bajó de categoría administrativamente por lo que Belie, marchó a CA Brive. Al final de la temporada 2012, salió de la CA Brive, ya que el equipo descendió a Pro D2 y en las 3 siguientes temporadas cambiaría de aires en cada una de ellas pasando por Racing 92, Aviron Bayonnais y al fin estabilizándose en USAP, donde jugó hasta el año 2017. De 2017 a 2019 militó en USON Nevers pero en diciembre de ese último año, ficha por Alcobendas Rugby.

## Selección nacional
La temporada 2007-2008 es seleccionado por el combinado francés sub-20 para participar en la Copa del Mundo de Rugby en Gales. Al no ser convocado por la Selección de rugby de Francia, Belie tiene la posibilidad de unirse a la Selección de Rugby de España al tener ascendencia española en su familia, y tras diversas reuniones con sus equipos debuta con el XV del León el 6 de febrero de 2016 en Rusia perdiendo por un marcador de 22-20 y donde Belie fue titular. En el primer partido del Torneo Seis Naciones B de 2017, logra su primer ensayo en el partido que ganan a Rusia por 16-6

## Palmarés y distinciones notables
- Campeón Top 14 2008-2009 (Stade Toulousain)[5]